# Копылов, Андрей Николаевич
Андрей Николаевич Копылов (родился 9 декабря 1972 года, Краснодарский край) — советский и российский футболист, полузащитник.

## Карьера
Воспитанник ставропольского футбола. Первым клубом стал «Сигнал». В 1991 году перешёл в ставропольское «Динамо», которое после распада СССР стало играть в высшей лиге. 29 марта 1992 года в матче против московского «Динамо» дебютировал в чемпионате России. 9 июня 1993 года в матче против сочинской «Жемчужины» забил первый гол в высшей лиге. Всего за ставропольский клуб в чемпионате России сыграл 70 матчей и забил 5 мячей. В 1999—2000 годах играл за клубы Первого дивизиона: тульский «Арсенал», «Шинник» и саратовский «Сокол». Закончил профессиональную карьеру игрока в 2005 году. Последним клубом было ставропольское «Динамо».